# 普通感冒
普通感冒（common cold），又稱急性鼻咽炎、上呼吸道卡他，俗稱“傷風”，是一種上呼吸道的病毒性感染，主要原發於鼻腔，但也可能進犯喉嚨以及鼻竇。症狀一般於暴露病原後兩天內開始出現，包含咳嗽、喉嚨痛、流鼻水、打噴嚏、頭痛、發燒等。大部分症狀通常在七到十天內會緩解，但某些症狀可能會持續三個星期以上。有其他健康問題者患感冒時可能會併發肺炎。
目前已知有逾200種病毒株會導致傷風，其中最常見的為鼻病毒。病毒會藉由空氣傳播，可能藉由接觸感染者而直接遭到傳染，或是單純在環境中因口鼻吸入病毒而感染。危險因子有前往托兒所 、睡眠不良、心理壓力等。感冒病毒對於組織的破壞，其實並不足以引起傷風的那些症狀，反而大多是由身體免疫反應所導致。流行性感冒的症狀與傷風類似，但症狀一般更重。此外，流行性感冒較少造成流鼻水的症狀。
目前為止，沒有任何疫苗能夠預防傷風。基本的預防方式包含洗手，不用髒手觸碰眼、鼻、口，以及避免接觸患者。有一些證據支持戴口罩也可以減少感染風險。傷風並無解藥，但可以進行症狀治療。在症狀初期補充锌可能可以縮短病程及減低嚴重度；布洛芬等非類固醇消炎止痛藥可緩解疼痛；傷風時不應使用抗生素。現有證據不能證明止咳藥有益。
傷風為人類盛行率最高的一種傳染病。成人平均每年感冒2至3次，小孩則高達6-8次。傷風在冬季較為常見；傷風自古以來即有文獻記述。

## 病徵與症狀
普通感冒的典型症狀，包括咳嗽、流鼻涕、鼻塞和喉嚨痛，有時還伴有肌肉酸痛、疲勞、頭痛以及食慾不振。喉嚨痛大約40％的普通感冒患者會出現，咳嗽則佔病患的50％左右，肌肉痠痛也有半數的人會感受到。大多數成人感染普通感冒後不會有發燒的症狀，但在嬰幼兒身上經常發生。普通感冒所造成咳嗽的症狀比流行性感冒緩和許多。意味著成人如果同時有發燒與咳嗽的症狀感染流行性感冒的可能性大增，而發燒與嚴重咳嗽是流行性感冒的典型症狀。某些造成普通感冒的病毒也可能引起無症狀的感染。痰或鼻腔分泌物的顏色可能有透明、黃色或接近綠色，但並不能預知是哪種病毒所造成的感染或感染的嚴重程度。除此之外，普通感冒感染消化系統稱做胃腸型普通感冒，可能產生噁心、嘔吐、腹痛、腹瀉等症狀。

## 普通感冒與流行性感冒的病徵比較
「普通感冒」一詞不應與流行性感冒相混淆，後者一般比前者明顯、嚴重，後者額外的症狀包括發熱、冷顫及肌肉酸痛，全身性症狀較明顯。流感對於免疫能力較差人群（主要是嬰幼兒、老人）可以是致命的。兩者區別為普通感冒由鼻病毒所引起，而流行性感冒則是由流感病毒引起。
|                      | 流感（Influenza）                             | 普通感冒（Cold）               |
| 易发作期             | 每年10月至第二年3月中旬，通常每2至3年流行一次 | 无季节性                       |
| 發作期               | 突然                                          | 漸進                           |
| 全身症状             | 全身症状较严重；呼吸道症状轻                  | 一般无全身症状；局部症状较严重 |
| 發燒                 | 常見，且溫度高超過38.3℃，維持3至4天           | 一般无                         |
| 咳嗽                 | 有時會很嚴重                                  | 乾咳                           |
| 頭痛                 | 明顯                                          | 少見                           |
| 肌肉痛               | 嚴重（以背部和腿部最为明显）                  | 輕微                           |
| 疲勞感               | 表现强烈                                      | 微弱（要休息，否則會變成嚴重） |
| 虛弱                 | 維持5至6週                                    | 輕微                           |
| 不適感               | 常見                                          | 輕至中度                       |
| 鼻塞                 | 偶爾                                          | 常見                           |
| 打噴嚏               | 偶爾                                          | 經常                           |
| 喉嚨痛               | 偶爾                                          | 常見                           |
| 病程（不包括并发症） | 1至2周或更长                                  | 4至10天                        |
| 感染后的免疫力       | 强（可维持8至12个月）                         | 弱                             |

## 感染進程
感染普通感冒最先會感到疲倦、打冷顫、打噴嚏、頭痛，過了一兩天後，開始產生流鼻涕與咳嗽的症狀。症狀大約在感染普通感冒16小時後開始顯現，症狀在感染二到四天後表現最為劇烈。普通感冒症狀通常在七到十天後會消失，但有些案例的症狀可持續多達三個星期。孩童症狀表現持續的時間較長，有35～40%的孩童會持續十天以上的咳嗽；10%的兒童可能持續咳嗽超過25天。

## 病因

### 病毒

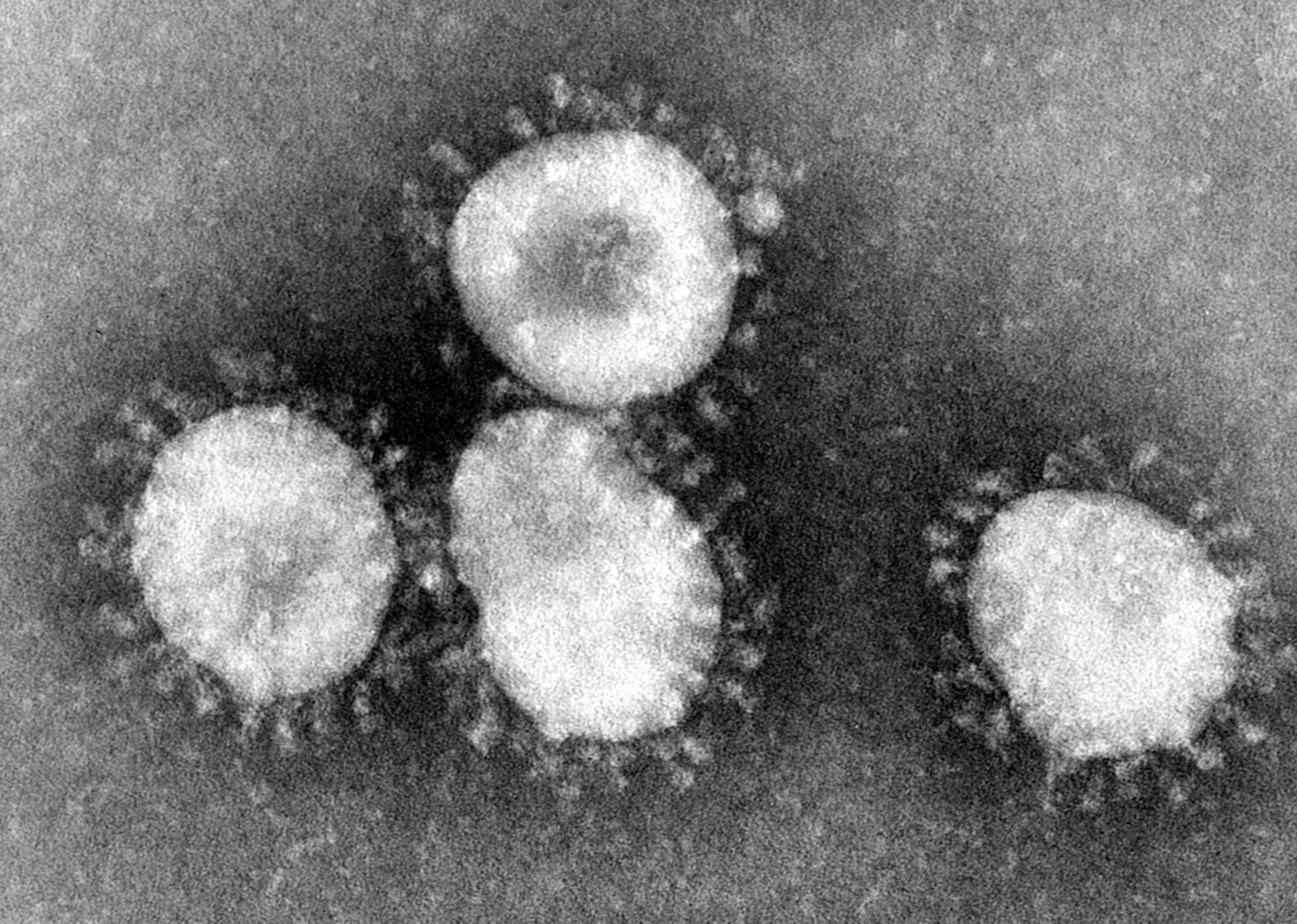
冠狀病毒是由一群會引起普通感冒的病毒，在電子顯微鏡下觀察會發現具有皇冠狀構造的凸起

普通感冒是一種病毒性上呼吸道感染，研究顯示超過200種不同的病毒類型與感染普通感冒有關。普通感冒中最常見的病毒是鼻病毒（30～50％），屬於一種小核糖核酸病毒，並包含有99個血清型。其他病毒包括：冠狀病毒（10～15％）、甲型流感（5～15％）、人類副流感病毒、人類呼吸道融合病毒、腺病毒、腸病毒和偏肺病毒等，其他的20～30%是由未知的病毒所引起的。大部分情況下感染普通感冒的病患會有同時多種病毒存在。

### 接觸傳染
普通感冒病毒通常經由飛沫或是直接接觸受病毒感染的鼻腔分泌物以及接觸其他病毒的汙染物，但這些主要的感染途徑並未被完全確定。病毒可能長時間存在於環境中，被人類的手碰觸後再接觸到眼睛或鼻子而造成感染。接觸傳染最常發生在托兒所和學校，主因是惡劣的衛生環境、密切的接觸以及孩童的免疫力較弱。這些兒童感染普通感冒之後還可能將病毒帶回家中，進而造成家中成員感染。沒有證據顯示在飛機上的循環空氣會增加普通感冒傳播的機率，但人們比鄰而坐將產生較大的風險。鼻病毒引起的普通感冒在產生症狀的一到三日最具傳染性，之後傳染力便會逐漸下降至沒有。

### 天氣
東西方各國，民間傳統的理論認為普通感冒可以從長時間暴露在寒冷的天氣諸如雨天或冬天而「捕獲」，這也是這個疾病英文名稱的由來（或是中文風寒、口語著涼）。身體處於寒冷環境會增加感染普通感冒之機會仍有爭議，不過有些理論分析造成上述現象的原因。一些研究認為某些導致普通感冒的病毒是隨季節繁殖，在寒冷或潮濕的天氣會提高感染能力；有些人則認為天氣寒冷，令人們生活較為接近所造成，尤其是聚集在學校裡的孩童；當然也可能涉及到呼吸系統的變化，造成更易感染，抑或是低濕度增加病毒傳播率，可能是乾燥的空氣讓病毒的飛沫分散得更遠、在空氣中停留更長時間。而耶鲁大学一项最新研究则指出，比起人体正常核心体温，鼻腔裡的寒冷温度条件更利於該等引起普通感冒的病毒複製。该研究通过对比小鼠气道上皮细胞在不同温度下培养时鼻病毒的免疫反应，发现在低于体温的条件下，细胞对鼻病毒的固有免疫应答出现了缺陷。

### 其他因素
由於人類有群體免疫的能力，對於限制普通感冒病毒傳染起了重要作用，但兒童群體的免疫力較差，群體免疫的效果較差，所以孩童呼吸道感染的比率較高，因此缺乏免疫力是感染普通感冒的危險因子。睡眠不足和營養不良被認為會對免疫功能造成影響，所以也會增加感染普通感冒的風險。

## 病理生理學

普通感冒是上呼吸道感染的疾病。

普通感冒的症狀被認為主要是涉及病毒的免疫反應。免疫反應的機轉具有病毒特異性。例如鼻病毒通常透過直接接觸而感染，它與人類的ICAM-1受體結合，經由未知的機制來觸發發炎介質的釋放，然後就產生了普通感冒症狀，不過鼻病毒通常不會導致鼻腔上皮細胞的損害。人類呼吸道融合病毒的傳染途徑有直接感染與飛沫傳染，這種病毒會在感染下呼吸道前在鼻與咽喉大量複製，也會造成鼻腔上皮細胞受到傷害。人類副流感病毒通常會導致鼻、喉與支氣管發炎，感染到人類副流感病毒的孩童通常會因為狹小的氣管而產生喉炎的症狀。

## 診斷
普通感冒的自我診斷相當常見。各類型病毒性上呼吸道感染的定義主要是指影響鼻子、喉嚨及肺部支氣管這三個部位，不過這只是大略劃分，實際上很多病患會同時有兩個或多個部位受到感染。造成普通感冒的病毒有許多種，但很少進行分析實際病毒是哪一種，因為大部分普通感冒不能從症狀辨識出病毒類型。

## 預防
使用物理措施阻止普通感冒的傳播被認為是唯一有效的預防措施。這些物理措施包括：在醫療場所中勤洗手、戴口罩、穿著保護袍及穿戴一次性手套。至於隔離感染者是不可能的，因為普通感冒具有廣泛散播和非特異性的症狀。因為涉及的病毒種類相當多，而且變異又非常迅速，所以建立一款廣用且有效的疫苗是極不可能的。
經常洗手能有效降低普通感冒的傳播，兒童更要注重這個預防措施，至於添加抗病毒藥物或抗菌藥物的洗手乳能否提供更多的防護仍是未知數。如果週遭的人感染普通感冒時，戴口罩預防是相當有效的，但目前仍沒有足夠的證據可以證明保持較遠的人際距離能減少感染普通感冒的機率。其他保健食品的攝取——補充鋅也許能有效地降低感染普通感冒的機會；另外，規律服用維生素C並不能減少感染普通感冒的風險或普通感冒的嚴重程度，但可能會縮短症狀的持續時間，不過另有研究顯示，處於寒冷狀態下積極體能訓練的人規律服用維生素C有抵抗普通感冒的效果。除此之外，均衡的飲食與良好的衛生習慣也能預防普通感冒。

## 治療

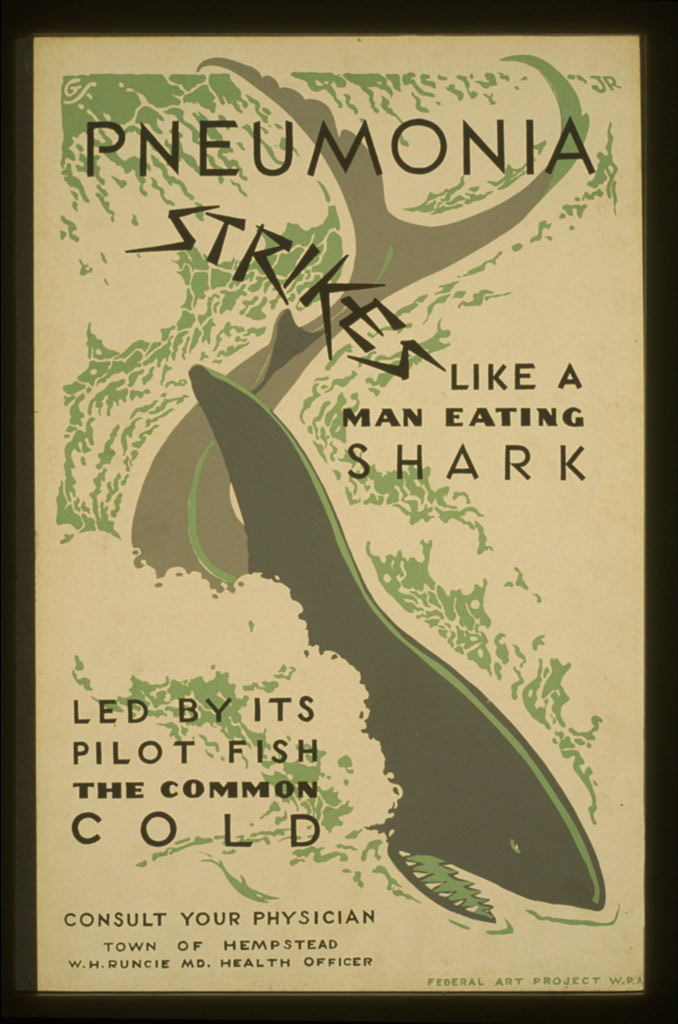
寫有「請諮詢您的醫生」的海報，鼓勵人民治療普通感冒。

目前沒有任何合成藥物或草藥被證實可以縮短普通感冒的持續時間。治療只限於緩解症狀。常用的应对方法包括多休息、多喝水、並用溫鹽水漱口。雖然大部分患者聲稱從治療中獲得改善，但大多歸因於安慰劑的效果。

### 藥物治療
幫助緩解普通感冒症狀的治療方法包括一般的止痛藥和退熱藥，例如布洛芬和對乙醯氨基酚。研究顯示咳嗽藥並沒有比普通的止痛藥來的有效，也不推薦兒童服用缺乏療效證明的藥物，因為這些藥物可能對孩童造成潛在的危害。在2009年，加拿大限制六歲以及六歲以下兒童服用非處方藥的咳嗽藥與感冒藥，即是擔心缺乏療效證明的藥物對孩童造成的危害。除此之外，某些國家為了防止濫用非處方藥右美沙芬而立法禁止販售此種藥物。
成年人如果有流鼻涕的症狀，可以服用第一代抗組織胺藥減緩病症，但可能會產生嗜睡的不良反應；第二代抗組織胺藥物就不會造成嚴重的嗜睡。其他減充血劑，諸如偽麻黃鹼對減緩流鼻涕很有效。異丙托溴銨噴鼻劑可以減輕流鼻涕的症狀，但對於舒緩鼻塞症狀效果有限。

### 抗生素和抗病毒藥物
抗生素無法治療病毒造成的感染，因此對病毒引起的普通感冒沒有疗效。而且抗生素会扰乱体内菌群平衡，滥用抗生素会使细菌产生抗药性，因此在普通感冒中使用抗生素有负面作用，不過有时仍被作为处方开出。造成抗生素使用氾濫的原因有幾個：人們把抗生素当作万灵药、醫師想滿足病患的期望、難以區別抗生素所帶來的併發症。目前沒有有效的抗病毒的藥物可用於治療普通感冒，相关的药物正在研究中。。

### 替代療法
雖然有許多替代療法用於治療普通感冒，但大多數都沒有足夠的科學證據來支持。直到2010年，仍沒有足夠證據支持或推翻食用蜂蜜或鼻腔沖洗能治療普通感冒的症狀。另外研究顯示如果在出現普通感冒症狀的24小時攝取鋅，可以減少普通感冒的持續時間和嚴重程度，但不同研究之間的差別頗大，可能需要進一步的分析，才能確定如何與何時服用是有效的。維生素C的治療普通感冒的效果在大多數的研究是令人失望的，只有在特定情況如寒冷的環境中大量運動有效果。關於紫錐菊舒緩普通感冒症狀的效用結果也是不一致的。攝取不同類型的紫錐菊，其有效性可能會有所不同。至於大蒜的療效也是個未知數。由於缺乏研究，也不能確定增加水分的攝取量是否可以改善普通感冒症狀或縮短呼吸系統疾病影響的時間；同樣地，使用加熱加濕的空氣的治療也缺乏證據佐證。不過卻有一項研究發現胸部蒸氣按摩能有效地讓夜間咳嗽、鼻塞、睡眠困難等症狀獲得緩解。

## 預後
普通感冒通常溫和並有自癒性，大多數症狀一般會在一周內改善。伴隨嚴重的併發症通常只發生在老年人或孩童等免疫功能較差的人身上。繼發性細菌感染可能會造成鼻竇炎、咽炎或耳部感染的發生。根據統計，8%的普通感冒患者會有鼻竇炎的徵狀；30%的普通感冒患者會有耳部感染的情況。

## 流行病學
普通感冒是人類最常見的疾病，世界各地的人民均感染過。成人通常每年會感染2～5次；兒童感冒則可能感染6～10次，校園中的兒童更可能多達12次。免疫力下降是隨著年紀增長造成感染普通感冒次數增加的主因。

## 歷史
雖然普通感冒在1950年代才被確立為一項明確的疾病，但普通感冒從古代就傳播在人類社群中。普通感冒的症狀和治療方法紀載在現存最古老醫書——埃及的埃伯斯氏醫書上，這本著作成書於西元前16世紀。英文中的"catch cold"一詞在16世紀開始使用，因為其症狀與暴露在寒冷的天氣造成的症狀有相似性。
英國的醫學研究委員會在1946年成立普通感冒研究單位，並於1956年發現鼻病毒；1970年代，普通感冒研究單位研究指出在鼻病毒的疾病潛伏期使用干擾素治療可以避免普通感冒相關疾病的產生，但沒有實際的治療方式可以應用；到了1987年，研發出葡萄糖酸鋅口含片，可以預防和治療鼻病毒相關的症狀，也是這個單位唯一研發成功的療法。1989年7月普通感冒研究單位被關閉。

## 經濟影響

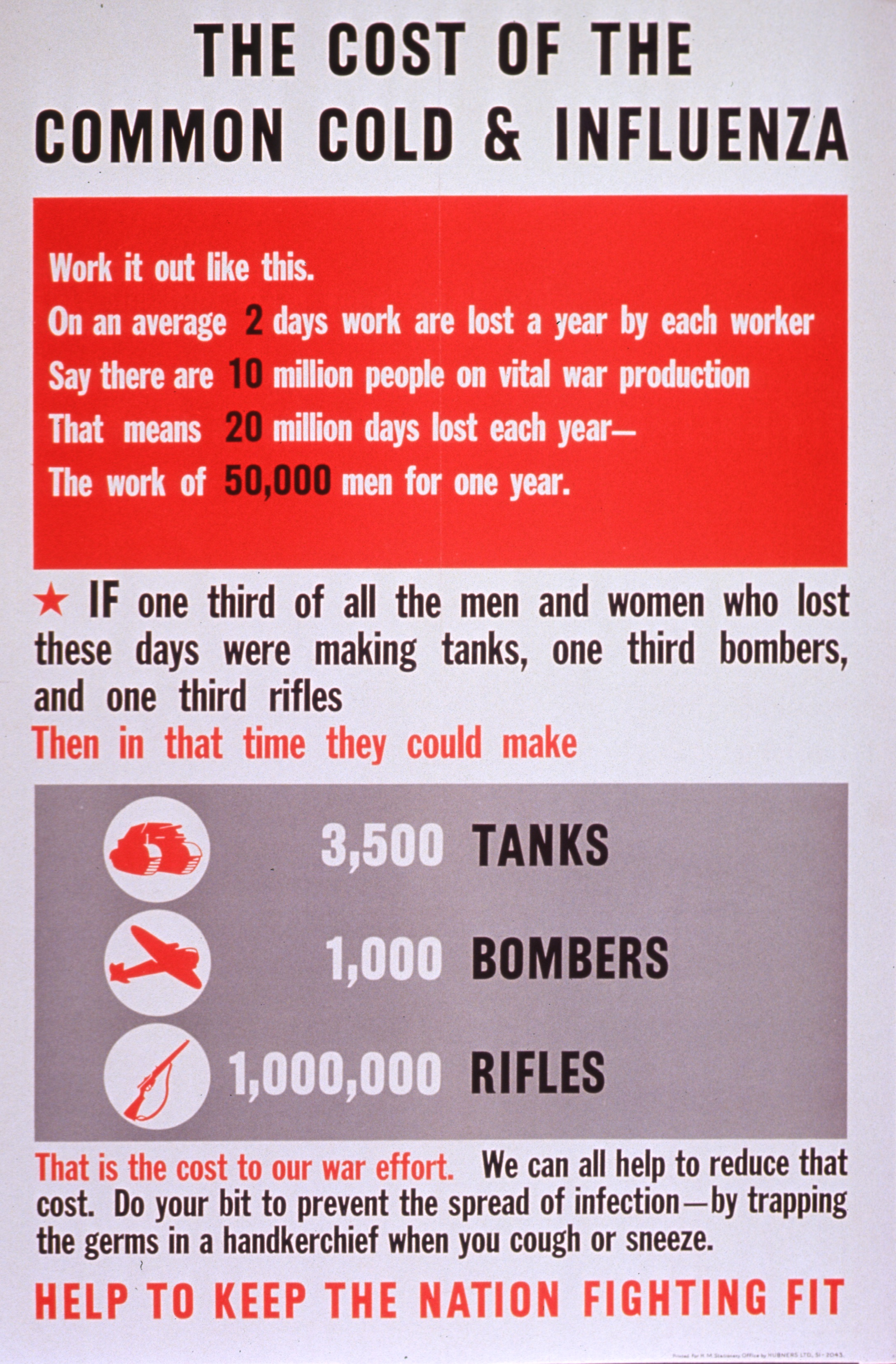
一張英國第二次世界大戰時期的海報，描述普通感冒所要成的損失。

普通感冒對經濟的影響在大部分國家尚不明朗。以美國為例，每年因為普通感冒而就診的次數高達7500萬～1億次之間，所花費的金額高達77億美元。除此之外，為求症狀獲得舒緩，美國人每年花費29億美元購買非處方藥以及4億美元購買處方藥。超過三分之一因普通感冒就診的病患會得到醫生開立的處方抗生素，意味著增加對抗生素產生抗生素抗性的風險。孩童因為感染普通感冒而錯過的上學日每年約有2200萬～1億8900萬天。家長為了待在家裡照顧小孩也損失1億2600萬個工作天，另外損失的1億5000萬個工作天則是因為僱員罹患普通感冒而請假，佔了所有折損工作天的40%。與普通感冒相關的經濟損失每年高達200億美元。

## 研究
許多抗病毒藥物都在進行測試，試圖找出有效治療普通感冒的藥物；然而，到了2009年仍沒有找到有效的抗病毒藥物。正在進行臨床試驗的抗病毒的藥物有普可那利以及BTA-798，對於消除小核糖核酸病毒似乎有效果。不過口服的普可那利仍有安全上的問題，至於吸入式型態仍在研究中。另外，2009年時美國馬里蘭大學學院市分校和威斯康辛大學麥迪遜分校的研究人員將所有已知會引起普通感冒的病毒株之基因組描繪出來。

### 引用
1. 1 2  World Health Organization (WHO, 世界卫生组织).  （页面存档备份，存于） // ICD-11 for Mortality and Morbidity Statistics 用于死因与疾病统计的ICD-11（国际疾病分类第十一次修订本）[DB/OL], 2019 (2024-01) [2024-07].
2. ↑  John, Pramod R. John. . Jaypee Brothers Publishers. 2008: 336. ISBN 9788180615627. （原始内容存档于2016-05-29）.
3. 1 2 3 4 5 6 7 8 9 10 11  . CDC. 2015-10-06  [2016-02-04]. （原始内容存档于2016-02-05）.
4. 1 2 3 4 5 6 7 8 9 10 11  Eccles R. . Lancet Infect Dis. 2005年11月, 5 (11): 718–25. PMID 16253889. doi:10.1016/S1473-3099(05)70270-X （英语）.
5. 1 2  Bennett, John E.; Dolin, Raphael; Blaser, Martin J. . Elsevier Health Sciences. 2014: 750. ISBN 9781455748013. （原始内容存档于2017-09-08） （英语）.
6. 1 2 3 4 5 6  Allan, GM; Arroll, B. . CMAJ : Canadian Medical Association Journal. 2014-02-18, 186 (3): 190–99. PMC 3928210 . PMID 24468694. doi:10.1503/cmaj.121442.
7. 1 2 3  Heikkinen T, Järvinen A. . Lancet. January 2003, 361 (9351): 51–9. PMID 12517470. doi:10.1016/S0140-6736(03)12162-9 （英语）.
8. 1 2 3 4 5 6 7 8  Arroll B. . Clinical evidence. 2011年3月, 2011 (3). PMID 21406124 （英语）.
9. 1 2  . Office of Dietary Supplements, US National Institutes of Health. 2016-02-11  [2018-01-07]. （原始内容存档于2021-03-25）. Although studies examining the effect of zinc treatment on cold symptoms have had somewhat conflicting results, overall zinc appears to be beneficial under certain circumstances.
10. 1 2  Kim, SY; Chang, YJ; Cho, HM; Hwang, YW; Moon, YS. . The Cochrane Database of Systematic Reviews. 2015-09-21, 9 (9): CD006362. PMID 26387658. doi:10.1002/14651858.CD006362.pub4.
11. 1 2 3 4 5 6  Simasek M, Blandino DA. . American Family Physician. 2007, 75 (4): 515–20  [2012-09-14]. PMID 17323712. （原始内容存档于2007-09-26） （英语）.
12. ↑  葛均波，王辰，王建安主编.  10版. 北京: 人民卫生出版社. 2024: 18. ISBN 978-7-117-36571-0.
13. ↑   (17 April 2015). CDC.   [2016-02-04]. （原始内容存档于2016-02-01）.
14. ↑  Eccles p. 112
15. ↑  . 2016-08-11  [2017-01-05]. （原始内容存档于2017-01-06）.
16. ↑  Eccles p. 209
17. ↑  Harris, AM; Hicks, LA; Qaseem, A; High Value Care Task Force of the American College of Physicians and for the Centers for Disease Control and, Prevention. . Annals of Internal Medicine. 2016-01-19, 164 (6): 425–34. PMID 26785402. doi:10.7326/M15-1840.
18. ↑  Eccles p. 1
19. ↑  Eccles, Ronald; Weber, Olaf. . Basel: Birkhäuser. 2009: 3. ISBN 978-3-7643-9894-1. （原始内容存档于2016-05-08）.
20. 1 2  Ronald Eccles, Olaf Weber 2009，第24頁
21. ↑  Ronald Eccles, Olaf Weber 2009，第26頁
22. ↑  Ronald Eccles, Olaf Weber 2009，第129頁
23. ↑  Ronald Eccles, Olaf Weber 2009，第50頁
24. ↑  Ronald Eccles, Olaf Weber 2009，第30頁
25. ↑  總主編 趙景春 平 芬 主編 郭志琴 2003，第64頁
26. ↑  總主編 趙景春 平 芬 主編 郭志琴 2003，第79頁
27. ↑  Richard A. Helms (编).  8. ed. Philadelphia, Pa. [u.a.]: Lippincott Williams & Wilkins. 2006: 1882  [2012-09-14]. ISBN 9780781757348. （原始内容存档于2013-10-15） （英语）.
28. ↑  Helga Rübsamen-Waigmann ... [et al.] (编). . Hoboken: Informa Healthcare. 2003: 111  [2012-09-14]. ISBN 9780824756413. （原始内容存档于2014-11-02） （英语）.
29. ↑  Goldsobel AB, Chipps BE. . J. Pediatr. March 2010, 156 (3): 352–358.e1. PMID 20176183. doi:10.1016/j.jpeds.2009.12.004 （英语）.
30. ↑  Palmenberg AC, Spiro D, Kuzmickas R, Wang S, Djikeng A, Rathe JA, Fraser-Liggett CM, Liggett SB. . Science. 2009, 324 (5923): 55–9. PMID 19213880. doi:10.1126/science.1165557 （英语）.
31. ↑  Ronald Eccles, Olaf Weber 2009，第77頁
32. 1 2 3  . National Institute of Allergy and Infectious Diseases. 27 November 2006  [11 June 2007]. （原始内容存档于2008-09-06） （英语）.
33. ↑  Ronald Eccles, Olaf Weber 2009，第107頁
34. 1 2 3  editors, Ronald Eccles, Olaf Weber,.  Online-Ausg. Basel: Birkhäuser. 2009: 197  [2012-09-14]. ISBN 978-3-7643-9894-1. （原始内容存档于2013-10-07） （英语）.
35. 1 2  Ronald Eccles, Olaf Weber 2009，第211頁
36. 1 2 3 4  al.], edited by Arie J. Zuckerman ... [et.  6th. Hoboken, N.J.: Wiley. 2007: 496  [2012-09-14]. ISBN 978-0-470-51799-4. （原始内容存档于2013-10-07）.
37. ↑  Gwaltney JM Jr, Halstead SB. . Journal of the American Medical Association. July 1997, 278 (3). doi:10.1001/jama.1997.03550030096050 （英语）.
38. ↑  Zuger, Abigail. . The New York Times. 4 March 2003  [2012-09-14]. （原始内容存档于2021-03-21） （英语）.
39. ↑  Mourtzoukou EG, Falagas ME. . The international journal of tuberculosis and lung disease : the official journal of the International Union against Tuberculosis and Lung Disease. September 2007, 11 (9): 938–43. PMID 17705968 （英语）.
40. ↑  Ronald Eccles, Olaf Weber 2009，第79頁
41. ↑  Ronald Eccles, Olaf Weber 2009，第80頁
42. ↑  Ronald Eccles, Olaf Weber 2009，第157頁
43. ↑  .   [2015-06-23]. （原始内容存档于2021-03-21）.
44. 1 2  Ronald Eccles, Olaf Weber 2009，第166頁
45. ↑  Cohen S, Doyle WJ, Alper CM, Janicki-Deverts D, Turner RB. . Arch. Intern. Med. January 2009, 169 (1): 62–7. PMC 2629403 . PMID 19139325. doi:10.1001/archinternmed.2008.505 （英语）.
46. ↑  Ronald Eccles, Olaf Weber 2009，第160～165頁
47. 1 2 3  Ronald Eccles, Olaf Weber 2009，第112頁
48. 1 2  Ronald Eccles, Olaf Weber 2009，第116頁
49. 1 2  Ronald Eccles, Olaf Weber 2009，第122頁
50. ↑  Ronald Eccles, Olaf Weber 2009，第51～52頁
51. 1 2 3  Ronald Eccles, Olaf Weber 2009，第209頁
52. ↑  Lawrence DM. . Lancet Infect Dis. May 2009, 9 (5). doi:10.1016/S1473-3099(09)70123-9 （英语）.
53. 1 2 3  Jefferson T, Del Mar CB, Dooley L, Ferroni E, Al-Ansary LA, Bawazeer GA, van Driel ML, Nair S, Jones MA, Thorning S, Conly JM. . Cochrane Database of Systematic Reviews. July 2011, (7). PMID 21735402. doi:10.1002/14651858.CD006207.pub4 （英语）.
54. 1 2  Singh M, Das RR. . Cochrane Database of Systematic Reviews. February 2011, (2). PMID 21328251. doi:10.1002/14651858.CD001364.pub3 （英语）.
55. 1 2  Hemilä H, Chalker E, Douglas B, Hemilä H. . Cochrane Database of Systematic Reviews. 2007, (3). PMID 17636648. doi:10.1002/14651858.CD000980.pub3 （英语）.
56. ↑  William Sardi. . PLoS Med. 2005, 2005 (3): 1371. doi:10.1371/journal.pmed.0020308 （英语）.
57. ↑  總主編 趙景春 平 芬 主編 郭志琴 2003，第98～99頁
58. ↑  . Mayo Clinic.   [9 January 2010]. （原始内容存档于2010-02-12） （英语）.
59. ↑  Ronald Eccles, Olaf Weber 2009，第261頁
60. ↑  Kim SY, Chang YJ, Cho HM, Hwang YW, Moon YS. . Cochrane Database Syst Rev. 2009, (3). PMID 19588387. doi:10.1002/14651858.CD006362.pub2.
61. ↑  Eccles R. . Journal of Clinical Pharmacy and Therapeutics. 2006, 31 (4): 309–319. PMID 16882099. doi:10.1111/j.1365-2710.2006.00754.x （英语）.
62. ↑  Smith SM, Schroeder K, Fahey T. . Cochrane Database Syst Rev. 2008, (1). PMID 18253996. doi:10.1002/14651858.CD001831.pub3 （英语）.
63. 1 2  Shefrin AE, Goldman RD.  (PDF). Can Fam Physician. November 2009, 55 (11): 1081–3  [2012-09-14]. PMC 2776795 . PMID 19910592. （原始内容存档 (PDF)于2015-09-23） （英语）.
64. ↑  Vassilev ZP, Kabadi S, Villa R. . Expert opinion on drug safety. Mar 2010, 9 (2): 233–42. PMID 20001764. doi:10.1517/14740330903496410 （英语）.
65. ↑  Ronald Eccles, Olaf Weber 2009，第246頁
66. ↑  Taverner D, Latte GJ. . Cochrane Database Syst Rev. 2007, (1). PMID 17253470. doi:10.1002/14651858.CD001953.pub3 （英语）.
67. ↑  Albalawi ZH, Othman SS, Alfaleh K. . Cochrane Database of Systematic Reviews. July 2011, (7). PMID 21735425. doi:10.1002/14651858.CD008231.pub2 （英语）.
68. 1 2  Arroll B, Kenealy T. . Cochrane Database Syst Rev. 2005, (3). PMID 16034850. doi:10.1002/14651858.CD000247.pub2 （英语）.
69. ↑  Ronald Eccles, Olaf Weber 2009，第238頁
70. ↑  Ronald Eccles, Olaf Weber 2009，第234頁
71. 1 2  Ronald Eccles, Olaf Weber 2009，第218頁
72. ↑  Oduwole O, Meremikwu MM, Oyo-Ita A, Udoh EE. . Cochrane Database of Systematic Reviews. January 2010, (1). PMID 20091616. doi:10.1002/14651858.CD007094.pub2.
73. ↑  Kassel JC, King D, Spurling GK. . Cochrane Database of Systematic Reviews. March 2010, (3). PMID 20238351. doi:10.1002/14651858.CD006821.pub2 （英语）.
74. ↑  . nhs.uk. 2012 [last update]  [2012-09-14]. （原始内容存档于2013-02-19） （英语）. In this review, there was a high level of heterogeneity between the studies that were pooled to determine the effect of zinc on the duration of cold symptoms. This may suggest that it was inappropriate to pool them. It certainly makes this particular finding less conclusive.
75. ↑  Heiner KA, Hart AM, Martin LG, Rubio-Wallace S. . Journal of the American Academy of Nurse Practitioners. 2009, 21 (5): 295–300. PMID 19432914. doi:10.1111/j.1745-7599.2009.00409.x （英语）.
76. 1 2  Linde K, Barrett B, Wölkart K, Bauer R, Melchart D. . Cochrane Database Syst Rev. 2006, (1). PMID 16437427. doi:10.1002/14651858.CD000530.pub2 （英语）.
77. ↑  Sachin A Shah, Stephen Sander, C Michael White, Mike Rinaldi, Craig I Coleman. . The Lancet Infectious Diseases. 2007, 7 (7): 473–480. PMID 17597571. doi:10.1016/S1473-3099(07)70160-3 （英语）.
78. ↑  Lissiman E, Bhasale AL, Cohen M. . Cochrane Database Syst Rev. 2012, 3: CD006206. PMID 22419312. doi:10.1002/14651858.CD006206.pub3 （英语）.
79. ↑  Guppy MP, Mickan SM, Del Mar CB, Thorning S, Rack A. . Cochrane Database of Systematic Reviews. February 2011, (2). PMID 21328268. doi:10.1002/14651858.CD004419.pub3 （英语）.
80. ↑  Singh M, Singh M. . Cochrane Database of Systematic Reviews. May 2011, (5). PMID 21563130. doi:10.1002/14651858.CD001728.pub4 （英语）.
81. ↑  Paul IM, Beiler JS, King TS, Clapp ER, Vallati J, Berlin CM. . Pediatrics. December 2010, 126 (6): 1092–9. PMID 21059712. doi:10.1542/peds.2010-1601 （英语）.
82. 1 2  Ronald Eccles, Olaf Weber 2009，第1頁
83. ↑  Ronald Eccles, Olaf Weber 2009，第76頁
84. 1 2  Ronald Eccles, Olaf Weber 2009，第90頁
85. ↑  Ronald Eccles, Olaf Weber 2009，第78頁
86. ↑  Ronald Eccles, Olaf Weber 2009，第3頁
87. ↑  Ronald Eccles, Olaf Weber 2009，第6頁
88. ↑  . Online Etymology Dictionary.   [2012-09-14]. （原始内容存档于2007-10-24） （英语）.
89. 1 2 3  Ronald Eccles, Olaf Weber 2009，第20頁
90. ↑  Tyrrell DA. . Rev. Infect. Dis. 1987, 9 (2): 243–9. PMID 2438740. doi:10.1093/clinids/9.2.243 （英语）.
91. ↑  Al-Nakib W. . J Antimicrob Chemother. December 1987, 20 (6): 893–901. PMID 3440773. doi:10.1093/jac/20.6.893 （英语）.
92. ↑  . 英國國防部.   [2012-09-14]. （原始内容存档于2012-10-26） （英语）.
93. ↑  . Imperial War Museum: Posters of Conflict. vads.   [2012-09-14]. （原始内容存档于2011-07-27） （英语）.
94. 1 2 3  Fendrick AM, Monto AS, Nightengale B, Sarnes M. . Arch. Intern. Med. 2003, 163 (4): 487–94. PMID 12588210. doi:10.1001/archinte.163.4.487 （英语）.
95. ↑  Kirkpatrick GL. . Prim. Care. December 1996, 23 (4): 657–75. PMID 8890137. doi:10.1016/S0095-4543(05)70355-9 （英语）.
96. ↑  Val Willingham. . CNN. February 12, 2009  [2012-09-14]. （原始内容存档于2009-04-26） （英语）.

### 书籍
- Ronald Eccles, Olaf Weber. . 美國紐約: Springer. 2009. ISBN 978-3-7643-9894-1 （英语）.
- 總主編：趙景春、平 芬；主編：郭志琴. . 中國河北省: 河北科學技術出版社. 2003. ISBN 7-5375-2816-0 （简体中文）.

## 外部連結
- 美國國家醫學圖書館 MedlinePlus醫學百科 普通感冒
- 中的“普通感冒”
- 中的“普通感冒”